# Cythna Letty
Cythna Lindenberg Letty (1 tháng 1 năm 1895, Standerton - 3 tháng 5 năm 1985, Pretoria), là một họa sĩ vẽ thực vật người Nam Phi và được coi là một người đứng đầu nghệ thuật thực vật Nam Phi nhờ chất lượng và số lượng các bức tranh và bút chì được thực hiện tỉ mỉ được sản xuất trong khoảng thời gian 40 năm với National Herbarium ở Pretoria.
Cythna Letty được nhớ đến nhiều nhất cho cuốn sách "Hoa dại của Transvaal" được xuất bản năm 1962. Khi tiền tệ thập phân được giới thiệu ở Nam Phi, bà được yêu cầu thiết kế các họa tiết hoa cho tiền xu 10, 20 và 50 xu. Bên cạnh vẽ tranh, bà là một nhà thơ hoàn thành và xuất bản "Children of the Hours" khi bà ở tuổi tám mươi.
Cythna là con cả của cuộc hôn nhân thứ hai của mẹ bà Josina Christina Lindenberg và được đặt tên theo nữ anh hùng trong bài thơ của Percy Shelley 'The Revolt of Islam'. Nhà Letty có năm đứa con và trong nhiều năm, sáu đứa con từ cuộc hôn nhân đầu tiên của Josina là một phần của một gia đình có kỷ luật mở rộng. Các con trong gia đình này được học chơi một số nhạc cụ.
Cha của Cythna, Walter Edward Letty, đã có nhiều thay đổi nghề nghiệp và gia đình thường bị di chuyển. Kết quả là Cythna đã tham dự tổng cộng 13 trường, kết thúc tại trường trung học Pretoria Girls '. Với sự bùng nổ của Thế chiến I, Walter gia nhập quân đội và phục vụ tại Pháp, và ở lại đó sau khi hòa bình được tuyên bố. Josina ủng hộ gia đình bằng cách minh họa các bảng xếp hạng phả hệ. Kỹ năng nghệ thuật của bà đã được truyền cho một số người con, nhưng chỉ Cythna có niềm đam mê với các chủ đề thực vật.